# Daniel Ruggles
Pour les articles homonymes, voir Ruggles.
Daniel Ruggles (31 janvier 1810, Barre, Massachusetts – 1er juin 1897, Fredericksburg, Virginie) est un brigadier général dans l'armée des États confédérés pendant la guerre de Sécession. Il commande une division à la bataille de Shiloh. 

## Avant la guerre
Ruggles sort en 1833 diplômé de l'académie militaire de West Point (État de New York), et sert dans l'armée des États-Unis pendant la deuxième guerre séminole et la guerre américano-mexicaine, et sert dans diverses garnisons et postes avancés.

## Guerre de Sécession
Avec le déclenchement de la guerre civile, Ruggles démissionne de son commandement dans l'armée américaine en mai 1861 et s’enrôle dans l'armée confédérée peu de temps après.
Il prend le commandement du département de Fredericksburg le 22 avril. Le colonel Ruggles fait face à des difficultés d'équipement de son département et s'en plaint auprès de l'adjudant général des forces de Virginie, notamment en ce qui concerne l'artillerie : « [L'artillerie de Purcell] n'est pas prête pour aller sur le terrain, ayant un déficit d'hommes et de matériels ». Le 31 mai 1861, il repousse une tentative de quatre navires de l'Union dans l'embouchure de l'Aquia Creek. Lorsque le commandement du département est donné au brigadier général Theophilus H. Holmes, Ruggles reste néanmoins au sein du département, subordonné à Holmes.
En août 1861, il est promu brigadier général et se voit confier le commandement de la première division du deuxième corps de l'armée du Mississippi. Pour le restant de la guerre, il accomplit essentiellement des tâches administratives, et est nommé à la tête du système carcéral en 1865. C’est à ce titre qu’il supervise l’échange final des prisonniers de guerre de l’Union à la fin du conflit.

## Après la guerre
Après la guerre, Ruggles devient un agent immobilier et un fermier en Virginie. Il sert plus tard comme membre du conseil des visiteurs de West Point.